# David Arqaik
David Arqaik o David de Taron fou príncep bagràtida de Taron
Governava el principat Asoci II de Taron. David, conegut com a David Arqaik, estava casat amb Miriam Arzeruni, germana de Grigor Derenik de Baspracània. Grigor va capturar en una emboscada a Asoci II vers el 878 i va posar al tron al seu cunyat, és a dir a David Arqaik, el germà d'Asoci II. El governador musulmà Muhammad ben Khalid va ratificar el canvi i David fou reconegut mentre Asoci era empresonat.
David va continuar al poder i vers el 880 el seu fill Asoci es va casar amb una neta del príncep dels prínceps (i després rei) Asoci I el gran, filla del segon fill Shahpuh (el pare del que després fou rei titular Asoci l'Sparapet). Un dia vers 884 Asoci va aconseguir escapar amb l'ajut d'un guardià però ja no va poder recuperar el poder doncs va morir poc després.
David va viure fins al 895. A la seva mort li va succeir el seu fill Asoci Arqaik de Taron, però immediatament es va aixecar Gurguèn, fill d'Asoci II que es va proclamar príncep igualment.